# 布魯金鎮區 (密蘇里州傑克遜縣)
布魯金鎮區（英語：Brooking Township）是位於美國密蘇里州傑克遜縣的一個行政鎮區。

## 地方資料
布魯金鎮區的面積為124.63平方千米，當中陸地面積為124.20平方千米，而水域面積為0.43平方千米。根據2020年美國人口普查的數據，當地共有人口77947人，而人口密度為每平方千米625.43人。